# Thea Johansson
Thea Johansson, född 22 november 2002 i Ljungby, är en svensk ishockeyspelare som spelar för Mercyhurst University. Johansson har även medverkat i svenska landslaget och gjorde sin debut år 2022.